# Barisoa intentalis
Barisoa intentalis is een vlinder uit de familie van de grasmotten (Crambidae). De wetenschappelijke naam van de soort is voor het eerst geldig gepubliceerd in 1886 door Heinrich Benno Möschler.
De soort komt voor in Jamaica.